# 北九州貨物ターミナル駅
北九州貨物ターミナル駅（きたきゅうしゅうかもつターミナルえき）は、福岡県北九州市門司区大里新町に駅事務所を置く、日本貨物鉄道（JR貨物）の貨物駅である。鹿児島本線の所属。
正式な営業キロ上は、九州旅客鉄道（JR九州）の門司駅と同一地点にある。そのため、山陽本線の終端でもある。

## 歴史
当駅の開業以前、北九州市における鉄道貨物の取扱は浜小倉駅で行われていた。しかし、構内が狭い浜小倉駅では増加した取扱量に対応できなくなったため、1990年（平成2年）に苅田港駅をコンテナ取扱駅として整備し機能を分散させた。
しかし拠点駅が浜小倉駅では西大分駅方面に直通できない（門司駅で一度方向転換をする必要がある）ことや施設の老朽化などの理由により、鹿児島本線と日豊本線の分岐点にあたり当時遊休地となっていた旧・門司操車場跡に北九州貨物ターミナル駅が開設された。開業と同時に東小倉駅・浜小倉駅の機能が集約され、営業を継続していた苅田港駅も2005年（平成17年）に休止された。
なお、計画段階の仮称は門司貨物ターミナル駅であった。

### 年表
- 1891年（明治24年）4月1日：大里駅（後の門司駅）が開業。
- 1987年（昭和62年）4月1日：国鉄分割民営化により、門司駅はJR九州・JR貨物が継承。
- 2002年（平成14年）3月23日：JR貨物門司駅が北九州貨物ターミナル駅に改称[1][2][4]。
- 2007年（平成19年）3月26日：山陽線貨物輸送力増強事業が完了し、本州方面との間で1,300t列車（コンテナ車26両編成）の運行を開始[5][6]。
- 2011年（平成23年）3月：鹿児島本線の貨物輸送力増強事業が完了し、1,300t列車の運行区間を福岡貨物ターミナル駅まで延長[7]。
- 2025年（令和7年）8月7日：構内で電気機関車（JR貨物EH500形電気機関車）が脱線する事故が発生。負傷者無し[8]。

## 駅構造

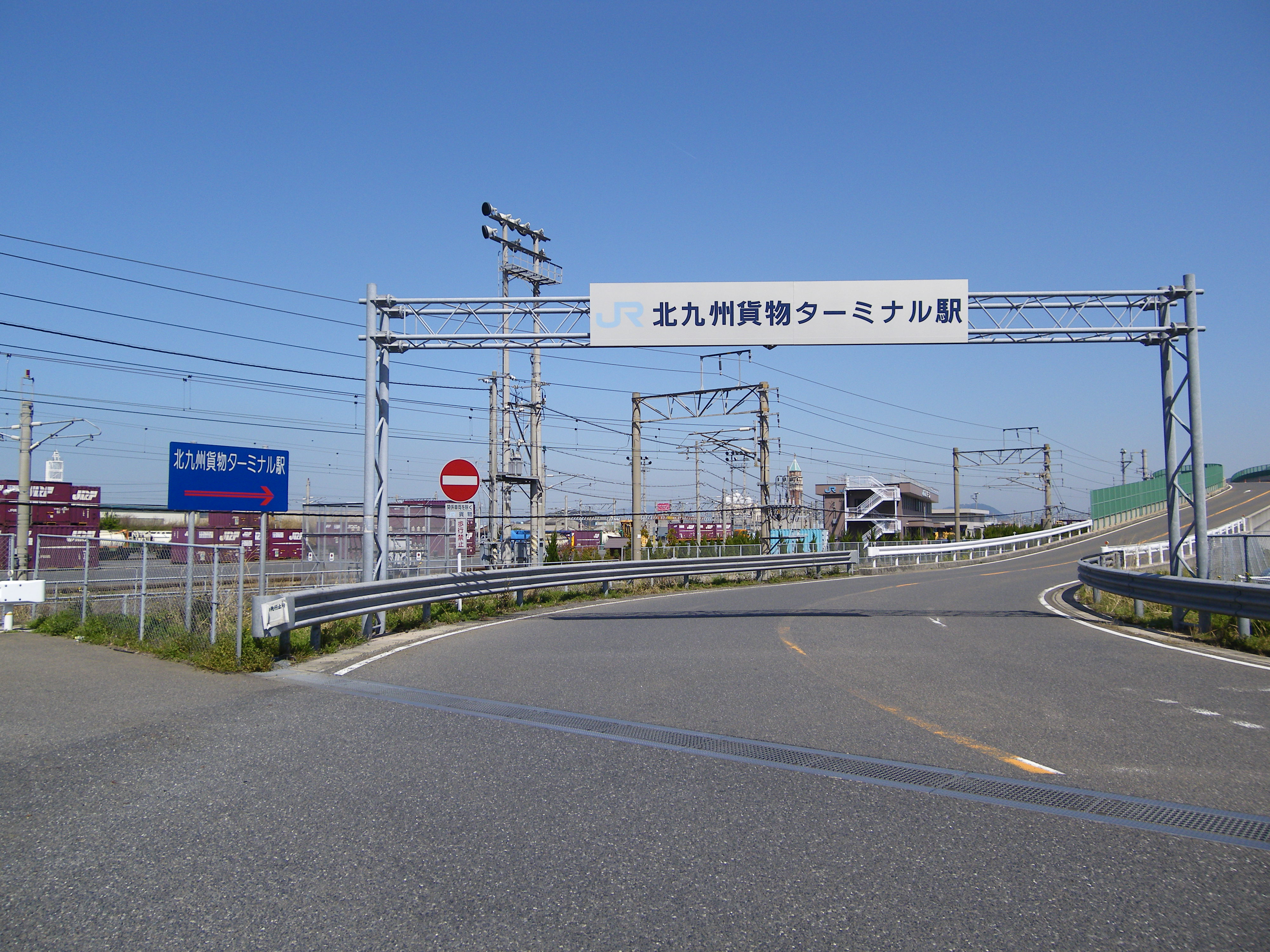
駅入口（2010年3月、進入禁止という標識の下に「関係車両を除く JR貨物」という字がある）

地上駅。コンテナホームは3面あり、うち2面が着発線荷役方式（E&S方式）を採用し4本の着発荷役線が接している。残る1面のホームは海上コンテナ専用で、接する荷役線は側線である。その他、着発線2線、仕分線などが敷設されている。
構内には、営業窓口であるJR貨物北九州営業所や、車両基地・乗務員基地である門司機関区も置かれている。
構内の入換作業は、愛知機関区から送り込まれているDD200形ディーゼル機関車によって行われる他、門司機関区の電気機関車にも当駅構内の入換仕業がある。

## 輸送障害発生時の対応機能整備
2000年代後期頃から、災害による貨物鉄道路線の被災・不通の頻度が増加し、復旧に長期間を要するケースも増え、輸送障害の増加・長期化がJR貨物の営業・経営に大きく悪影響を及ぼすようになった。特に、山陽線においては鉄道による迂回輸送ルートの設定が困難であり、JR貨物はトラックや海運による代行輸送体制の確立を図ることとした。当駅については、山陽線西部において輸送障害が発生した際に、九州島内と本州方面との間の代行輸送の継送拠点として機能できるよう、2024年（令和6年）にJR貨物、国土交通省、関係地方公共団体、利用運送事業者によるBCP策定の検討会が構成され、検討が行われた。
代行輸送体制の確立には、拠点駅周辺道路の代行トラック運行のための特殊車両通行許可手続きの迅速化、代行トラック駐車場の確保、港湾バース・荷役体制の確保が必要で、課題の検討等が行われた。周辺道路通行対策としては、関係地方公共団体・国土交通省が許可手続きの迅速化に引き続き協力する他、当駅周辺及び当駅と関係港湾の間の道路は車両高さ・重さ指定道路に指定済みで、12ftコンテナ2個積みトラックによる代行輸送は直ちに可能であることが確認された。トラック駐車場の確保対策としては、当駅近傍の北九州港小倉地区浅野岸壁・物揚場及び隣接の北九州市有地を駐車場の候補地とすることとされた。港湾バース・荷役体制の確保対策としては、北九州港日明・浅野・門司西海岸・新門司地区でのバース確保を想定して、輸送障害発生時には利用運送事業者と港湾荷役事業者による調整を行い、荷役体制を確保の上港湾荷役事業者を通じて港湾管理者に速やかにバース使用許可を申請し、港湾管理者も迅速な許可に協力することとされた。

## 取扱貨物の種別
- コンテナ貨物
  - 12 ftコンテナ、20 ft・30 ft大型コンテナ、20 ft・40 ft海上コンテナを取り扱う。
- 車扱貨物
- 産業廃棄物・特別管理産業廃棄物の取扱許可を得ている。

## 貨物列車
北海道及び本州各地と九州を結ぶ高速貨物列車が多く停車する。これに日豊本線で運行される貨物列車が加わるため、停車する貨物列車は九州で最も多い。
高速貨物列車
下り列車（福岡貨物ターミナル駅・西大分駅方面行き）は1日23本、上り列車（幡生操車場方面行き）は1日25本停車する。下り列車のうち3本が当駅始発、上り列車のうち1本が当駅始発・4本が当駅終着となっている。
上り列車の行き先は東京貨物ターミナル駅が最も多く、名古屋貨物ターミナル駅、大阪貨物ターミナル駅・百済貨物ターミナル駅、札幌貨物ターミナル駅などへも運行されている。なお、下り列車の行き先は九州地区の駅のみとなっている。
なお日豊本線を走る高速貨物列車は本州への直行便が上下とも未設定（日豊本線内のみの運行）なので全て当駅を起終点とし、大分・宮崎方面からのコンテナは鹿児島・山陽本線系統の便に積み替える（専用貨物は一部鹿児島本線に乗り入れて黒崎・大牟田へ向かう便がある）。
専用貨物列車
下り列車は1日2本、上り列車は3本停車する。
上記の他、臨時列車も設定されている。なお牽引機関車の交換を行うため、すべての貨物列車が当駅で運転停車を行う。

## トラック集配エリア
福岡県の北九州・直鞍・京築地域を主なエリアとしている。また北九州中央郵便局への郵便物も当駅より運ばれている。

## その他
- 福岡貨物ターミナル駅から当駅経由で名古屋貨物ターミナル駅まで福山通運専用貨物列車「福山レールエクスプレス号」が運行されている[17]。

## 隣の駅
九州旅客鉄道（JR九州）
鹿児島本線
門司駅 - 北九州貨物ターミナル駅 - 東小倉駅